# Fort du Colombier
Le fort du Colombier était une fortification, aujourd'hui disparue, qui faisait partie de la première ceinture de Lyon. 

## Histoire
De forme trapézoïdale, il était situé entre la rue Domer au nord, l'avenue de Saxe (actuellement Jean-Jaurès) à l'ouest, le chemin de la Mouche (rue Camille-Roy) au sud et la route de Vienne à l'est.
Il est d'abord nommé redoute du Pigeonnier car il ne pouvait abriter que 300 hommes, beaucoup moins que les autres forts. Il prend ensuite le nom de Colombier en référence à une ferme voisine.
Construit entre 1831 et 1835, il est démoli entre 1892 et 1897, notamment pour aménager la place Jean-Macé.